# Celestin Medović
Mato Celestin Medović (Kuna na Pelješcu, 17. studenoga 1857. – Sarajevo, 20. siječnja 1920.), bio je hrvatski slikar.
Jedan je od najvažnijih protagonista hrvatske slikarske scene druge polovice 19. stoljeća i početka 20. stoljeća. Zapažen uspjeh postigao je u žanru povijesnih kompozicija, a iako je svoj izraz pronašao u različitim slikarskim vrstama, značajno je doprinio afirmaciji pejzaža u hrvatskome slikarstvu.

## Životopis

### Rani dani
Mato Celestin Medović rođen je 17. siječnja 1857. godine u Kuni na poluotoku Pelješcu u brojnoj težačkoj obitelji. Školovao se u franjevačkom samostanu u Kuni uz crkvu posvećenu Gospi od Loreta nazvanu Delorita. Gvardijan o. Paulin Majčica i samostan odigrali su važnu ulogu u njegovu ranu obrazovanju. Uz pomoć fratra o. Pacifika Radojevića 1868. godine napušta Kunu i odlazi u samostan Male braće u Dubrovniku. Nakon promjene imena u Peregrin (1873.), Mato Medović položio je zavjet (1879.), preuzeo je novo ime i postao je Mato Celestin Medović. U samostanu Male braće počeo je raditi crteže i slikati u ulju. Daljnje mu je školovanje, 1879. godine, osigurao Bernardo del Vago da Portogruaro, General franjevačkog reda iz Rima, kad je posjetio dubrovački samostan i amateru-umjetniku Medoviću obećao daljnju naobrazbu u Rimu. Djela amaterskog razdoblja nisu očuvana u velikom broju. Poznato je da je u tom razdoblju ostvario Portret fra Pavla Ljubova, oltarne pale iz franjevačke crkve u Slanom (Sv. Obitelj), iz Delorite u Kuni (Madona sa sv. Nikolom i sv. Spiridonom) i ona iz Privorja u Konavlima (Uzašašće Marijino). Godine 1880. umjetnik se priprema za putovanje u Italiju koje će, iako neće izravno obilježiti njegov slikarski opus, imati utjecaj na kasnije odluke u formiranju vlastitog umjetničkog diskursa.

### Školovanje u Italiji
Odlikom Generala Bernardina del Portogruara Medović 1880. godine dolazi u Rim. U nedostatku prostora u franjevačkim samostanima smještaju ga u onaj irskih fratara; Coleggio di san'Isidoro. S. Isidoro poznato je sjedište nazarenaca u Italiji među kojima se nalazio i Medovićev učitelj Lodovico Seitz. Lodovico Seitz u tom je razdoblju s ocem Alexandrom Maximilianom radio freske u Đakovačkoj katedrali za Josipa Jurja Strossmayera što je značilo da će Medović tri mjeseca čekati svog učitelja. Premda Seitz nije izvršio utjecaj na samog umjetnika, upoznao je Medovića s tehnikom fresko slikarstva koju su nazarenci obnovili. Medović napušta Rim zbog zabrane pohađanja državne Akademije na kojoj se slika prema živim modelima. Nezadovoljan, umjetnik traži pomoć drugog učitelja Giuseppea Grandija koji radi u duhu akademizma. Utjecajem Grandija i novoga slobodnijeg načina slikanja te bogatijega kolorita, Medović ostvaruje djelo Za sprovodom (1882.) nazvano još Hodie mihi-cras tibi pohvaljenu na Međunarodnoj proljetnoj izložbi u Rimu 1882. godine. Zbog pohvala učitelja Grandija i nešto manje Seitza, General da Portogruaro poslao je Medovića na studijsko putovanje u Assisi i Firenzu kako bi se upoznao s radom starih majstora. Sljedećih pet mjeseci Medović provodi u Fucecchiju, gradiću u dolini Arna. Na poziv Tita Marconcinija Medović pomaže pri restauraciji slika kapele Delle cinque vie. Radio je na obnavljanu slika Križnog puta, ali je ostvario i izvornike poput slike Madonne, kopije poznate freske iz kapele Madonne della Misericordia, te sliku Mater amabilis namijenjenu za kor. Uz samu kapelu nalazi se franjevački samostan i samostanska crkva La vergine čiju će ogoljenu fasadu, nakon kratkog boravka u Rimu, 1883. godine oslikati Medović.
Na nagovor poznanika Medović odlazi u Firenzu gdje se školuje kod Antonia Ciserija. U djelu Mrtva priroda (1884. – 1886.), napravljenom u duhu talijanskoga narativnog realizma, vidljiv je Ciserijev utjecaj. U tom razdoblju nastaju brojni portreti poput Portreta Vinka Draganje (1883.), Lukea Waddinga, Don Jurja Pulića i  Portret pape Leona XIII. Nakon kratkog „izleta“ u Faenzu 1884. godine Medović se nezadovoljan vraća u Rim. Iste je godine na proljetnoj međunarodnoj izložbi izložio djelo Super flumina Babylonis kao rezultat rada u Ciserijevoj školi. Uz slike za Chiostro spagnolo u S. Isidoru okušao se i u grafičkom mediju radeći bakropise Glavu sv. Jurja i Glavu sv. Franje. General franjevačkog reda, zbog određenih pritužbi, odlučio se 1886. godine Medovića pozvati natrag u Dubrovnik.

### Dubrovnik
U Dubrovniku se umjetnik posvetio sakralnim djelima poput djela Isus pada pod križem za kapelu dubrovačke bolnice, a za samostan slika oltarnu palu Sv. Franjo klanja se križu. Među portretima ovog razdoblja vrsnoćom se ističe Portret gđice pl. B (Ike Bizzaro) (1887.). Zamijetivši talent mladog umjetnika, dr. Franjo Rački, naručitelj Medovićeve replike Portreta Rugjera Boškovića, Medovića „izvlači“ iz anonimnosti. U Zagrebu 1887. godine održana je mala komorna Izložba slika Celestina Medovića u Strossmayerovoj galeriji na kojoj je predstavljeno pet njegovih radova. Uskoro, u nadi kako bi nastavio školovanje, na nagovor bečkog slikara Emila Jakoba Schindlera, moli da mu se dopusti školovanje na Münchenskoj akademiji. General reda 1888. godine potpisao je obbedienzu kojom mu je odobrio nastavak školovanja u Münchenu.

### München (1888. – 1893.)
Medović je 13. listopada 1888. godine upisao Königlishe Akademie der Bildenden Künste. Prvi je semestar pratio u klasi profesora Gabriela Hackla, usavršivši tako crtež. Sljedeća je tri semestra završio u klasi profesora Ludwiga Löfftza, dok preostalih šest provodi u Komponierklasse profesora Aleksandra Wagnera. U klasi profesora Wagnera radio je u duhu dekorativnoga povijesnog slikarstva Karla von Pilotyja. Za vrijeme münchenskog školovanja više je puta nagrađivan. Prvi je put nagrađen nakon uspješne prve godine školovanja kad je dobio nagradu Belobung für seine Leistung in Malena, a istu je nagradu zaprimio i sljedeće godine. Uslijedile su još dvije nagrade, 1891. godine dobio je malu srebrnu medalju za prvu samostalno izvedenu sliku Sv. Magdalenu, te veliku srebrnu medalju 1893. godine za djelo Bakanal. Bakanal, jedno od ključnih djela Medovićeva opusa, rezultat je minucioznih skica i studija, a ostvareno je u drugom dijelu boravka u Münchenu, od 1890. do 1893. godine, u klasi profesora A. Wagnera. Pohvale je za Bakanal doživio na Münchner Jahresausstellung u Königlicher Glaspalastu. Pohvalu i priznanje nije mu uskratio glasoviti povjesničar umjetnosti Cornelius Gurlitt. U ovom razdoblju slikao je i za samostansku crkvu St. Anna am Lehel dvije oltarne pale: Stigmatizaciju sv. Franje i palu Sv. Antuna Padovanskog.
Poznato je još da u münchenskom razdoblju nakratko posjećuje Đakovo povodom 40. obljetnice biskupa Strossmayera kojemu poklanja svoju sliku Sv. Bonaventura (1890.). 
Tijekom školovanja u Münchenu umro je General Bernardino del Portogruaro (1889.) čiju je potporu uživao Medović, a za novoga je Generala postavljan, umjetniku manje sklon, Luigi Canali da Parma koji je odbio prijedlog za Medovićevo daljnje školovanje u Rimu.

### Povratak u domovinu i djelovanje u Zagrebu
U Dubrovniku, ne želeći se odreći rada sa živim modelima, mecena i grof Mato Pucić „Nerun“ uredio mu je atelier u svojoj vili na Pilama. U atelieru je slikao oltarne pale i portrete Dubrovčana. U ovom kratkom razdoblju portret je i dalje najzastupljenija Medovićeva slikarska vrsta u kojoj razlikujemo dvije skupine. Prvu skupinu reprezentativnih portreta (Portret Mate Šimunkovića, Portret Joze Braenovića) karakterizira realistički pristup. Drugoj skupini pripadaju intimni portreti (portret Majke, Starog pomoraca i O. Luiggia Uccelinija). Za vrijeme kratkog boravka u Kuni nastaju najraniji Medovićevi pejzaži „Böcklinovskog štimunga“ tmurne palete (Marina u sumraku, Čempresi). U ljeto i jesen 1894. godine Medović putuje nakratko u Đakovo na dogovor s biskupom Strossmayerom. Strossmayer u želji da Medović zamijeni dvije Ansiglionijeve freske Žrtvu Abrahamovu i Žrtvu Noemovu u Đakovačkoj katedrali šalje ga na kratko putovanje u Rim i Pompeje kako bi proučio umjetnost talijanskog trecenta i quattrocenta.

#### Rana Zagrebačka faza (1895. do prijeloma stoljeća)
Rana zagrebačka faza prvenstveno je obilježena Medovićevim radom s Vlahom Bukovcem čiji je utjecaj vidljiv u tehničkim i kolorističkim promjenama kao i u divizonističkoj tehnici i analitičkom pristupu. U prvoj fazi radi na oslikavanju crkava Sjeverne Hrvatske. Radio je na oslikavanju ikonostasa Unijatske crkve u sv. Duha u Križevcima (1896.), zatim s Belom Čikošem Sesijom radio je freske u crkvi sv. Terezije u Požegi, freske u crkvi sv. Stjepana u Novoj Gradiški i oslik ikonostasa pravoslavne crkve u Bjelovaru. Najvažnije radove u ovoj fazi predstavljaju velike povijesne kompozicije za Zlatnu dvoranu Odjela za bogoštovlje i nastavu u Opatičkoj 10 u Zagrebu. Srijemski mučenici (1895.) prva je velika povijesna kompozicija rađena prema narudžbi Vlade iako nije namijenjena Dvorani, a primjer je sjedinjenja starog načina slikanja u duhu akademizma i novog pristupa vidljivog u svijetloj paleti boja. Ubrzo nakon prve narudžbe slijedi ona za Splitski sabor jednu od četiri kompozicije koje je Medović radio za Dvoranu Odjela za Bogoštovlje i nastavu. U Splitskom saboru (1897.) Medović se vratio starom pristupu kojeg karakteriziraju brojne i detaljne studije. Dolazak Hrvata (1903.) primjer je djela ostvarenog u mahu bez naknadnih preinaka. Krunidba Ladislava Napuljskoga (1905.) djelo je u kojem šarenilo boja i utjecaj plenerizma dolazi u potpunosti do izražaja. Posljednja ostvarena za Dvoranu bila je slika Zaruke kralja Zvonimira (1907.). Bitka na Grobničkom polju (1905.) neizvedena je povijesna kompozicija "koja u kolopletu tijela, dinamici i dubokom prostoru kojim slikar ovladava (barem koliko je na skici vidljivo) podsjeća na uzvitlane kompozicije romantizma u stilu Delacroixa".

#### Zagrebačko-pelješka faza (od prijeloma stoljeća do 1907.)
U razdoblju između 1898. i 1907. godine Medović provodi vrijeme u Zagrebu, ali sve više i u zavičaju gdje gradi kuću (1898.) i ljetnikovac (1901.). To se vrijeme poklapa s kasnom zagrebačko-pelješkom fazom u kojoj dolazi do znatnijega kolorističkog pročišćenja i slikanja u plain-airu. U ovoj se fazi javljaju portreti, mrtve prirode, marine i pejzaži koji će posebice biti važni u kasnijoj pelješkoj fazi. U ranoj zagrebačkoj fazi Medović rijetko radi portrete s obzirom na to da je to razdoblje u kojem Vlaho Bukovac ostvaruje primat u toj slikarskoj vrsti. Nakon odlaska Bukovca iz Zagreba, 1903. godine, Medović je dobio prigodu iskazati svoju kvalitetu (Portret pape Pia X., 1903.; Portret Klotilde Guthardt, 1903.; Taština, 1903.).

### Povratak u zavičaj (od 1908. do 1920.)

#### Pelješka faza (1908. – 1912.)
U pelješkoj fazi od 1908. do 1912. godine Medovićevo slikarstvo oscilira između detaljnoga, preciznoga, a s druge strane silovitog i impresionističkoga pristupa. U ovoj se fazi prvenstveno posvećuje marinama i pejzažima koje postavlja na platna velikoga formata. U nekim je pejzažima vidljiva i secesijska nota poput Primorskog pejzaža, a javljaju se i pejzaži poput Krovova u snijegu (1900. – 1904.), slikanih moderno i reducirano u nekoliko bijelo ružičastih polja. Mrtve prirode, koje je započeo raditi još 1896. godine uz motive poput patke i jarebica, sve češće prikazuju morske motive (Škarpina, o. 1906.; Lebićada, 1912. – 1914.; Bonace, 1908. – 1912.). Prijelaz između pelješke i kasno pelješke faze naznačio je kratki Medovićev intermezzo u Beču od 1912. do 1914. godine. U Beču je održana njegova samostalna izložba na Schwarzenbergplatzu u Kunstsalonu G. Pisko za koju je dobio pohvale te sudjeluje na Adria izložbi (1913.). Na putu prema zavičaju zaustavio se u Opatiji gdje je 1914. godine organizirana posljednja velika izložba za Medovićeva života.

#### Kasna pelješka faza (1914. – 1918.)
Kasna pelješka faza poklapa se s razdobljem koje Medović provodi u Kuni za vrijeme Prvoga svjetskog rata od 1914. do 1918. godine. Medović se, u ovoj fazi, posvetio slikanju oltarnih pala i naručenih portreta, ali posebnu pažnju posvetio je intimnom pejzažu manjega formata gdje se naznake crteža gube u boji koja postaje glavno sredstvo izražavanja umjetnika (Krajoliku s vrijesom, 1914. – 1918.; Požar u Vrućici, 1917.; Požar, 1917.). Kasna pelješka faza završava 1918. godine s obzirom na to da je umjetnik obolio, a potom izgubio i vid. Na glavnoj godišnjoj skupštini JAZU, 24. travnja 1919. godine, osnovan je umjetnički razred čiji su počasni članovi postali između ostalih Vlaho Bukovac, Mato Celestin Medović i Ivan Meštrović.
Ubrzo nakon što je obolio premješten je, potkraj prosinca 1919. godine, u bolnicu u Sarajevo gdje je umro 20. siječnja 1920. godine. Pokopan je u Kuni.

## Obitelj
Celestin Medović je stric oca hrvatske glumice Nataše Medović, koja je karijeru napravila u Crnoj Gori, a danas živi u Italiji. Njezin sin Igor završio je Akademiju likovnih umjetnosti u Veneciji s disertacijiom o Celestinu Medoviću, a član je HDLU.

## Galerija djela
- Dolazak Hrvata, 1903.
- Krunidba Ladislava Napuljskog 1403. godine starom hrvatskom krunom, 1905.
- Splitski crkveni sabor 925. godine, 1897.
- Zaruke hrvatskog kralja Zvonimira, 1907.
- Bakanal, 1893.
- Srijemski mučenici, 1895. – 1896.
- Studija za Bitku na Grobničkom polju, 1905.
- Grkinja kod toalete, 1901.
- Taština, 1903.
- Bonaca, 1912. – 1914.
- Krajolik s vrijesom, 1914. – 1918.
- Krovovi u snijegu, 1900. – 1905.
- Požar, 1917.
- Škarpina, do 1906.
- Portret Ike pl. Bizzaro, 1887.
- Portret majke, 1894.
- Portret starice, oko 1890.
- Portret Vinka Draganje, 1883. – 1884.
- Sv. Bonaventura, 1890.

## Spomen
- Brončana skulptura Mate Celestina Medovića (rad Ivana Meštrovića iz 1954. godine) postavljena je 1970. godine u rodnoj mu Kuni, u Celestinov perivoj.[6]

## Vanjske poveznice
- Galerija Remenk djela: Mato Celestin Medović  Arhivirana inačica izvorne stranice od 6. ožujka 2016. (Wayback Machine)
- Mato Celestin Medović - retrospektiva, Galerija Klovićevi dvori[neaktivna poveznica]
- Medović, Celestin Mato enciklopedija.hr
- Izložba Celestina Medovića, Dom hrvatskih likovnih umjetnika (1938.), Zagreb (Katalog sadrži uvodnu riječ, predgovor, reprodukcije i popis izloženih radova). DiZbi.HAZU Digitalna zbirka Hrvatske akademije znanosti i umjetnosti